# Tribunal Supremo Electoral de Guatemala
El Tribunal Supremo Electoral (TSE) es la máxima autoridad en materia electoral de Guatemala. Es un órgano constitucional independiente de control político, por lo tanto, no está supeditado a organismo alguno del Estado. Este se rige por la Ley Electoral y de Partidos Políticos, Decreto 1-85 de la Asamblea Nacional Constituyente.
Esta institución tiene la facultad de realizar la convocatoria a elecciones para el cargo de Presidente de la República y Vicepresidente de la República, para los cargos de Diputados al Congreso de la República, corporaciones municipales y al Parlamento Centroamericano, que será cada cuatro años, y consulta popular según el artículo 173 de la Constitución y la Ley Constitucional Electoral, en el momento que sean necesarias. También debe organizarlas adecuadamente para transparentar los votos que emitan la ciudadanía. Sin embargo, si no lo hiciere el Congreso de la República está facultado para hacerlo.
La Constitución y la Ley Electoral asignan al Tribunal Supremo Electoral, Registro de Ciudadanos y a otros de sus órganos, ejercer con exclusiva independencia funcional la jurisdicción electoral, es decir la potestad de administrar justicia en materia electoral.[cita requerida] Es decir, además de organizar las elecciones y supervisar la actividad de las organizaciones políticas, aplica la ley a casos concretos y resuelve controversias en el ámbito electoral, actuando en segunda instancia, cuando conoce las resoluciones del Registro de Ciudadanos, las cuales están sujetas a su revisión, presentando un recurso de nulidad.

## Composición
El Tribunal Supremo Electoral está integrado con:
- 5 magistrados titulares; y
- 5 magistrados suplentes.

Estos son electos por el Congreso de la República con el voto favorable de las dos terceras partes del total de sus miembros, de una nómina de cuarenta candidatos propuesta por la Comisión de Postulación. Duran en sus funciones seis años tomando posesión el 20 de marzo del año de elección y terminando el 19 de marzo del sexto año.
Los actuales magistrados titulares y suplentes del Tribunal Supremo Electoral para el sexenio 2020-2026 son los siguientes:
| Nombre                                | Cargo                 | Período   |
| ------------------------------------- | --------------------- | --------- |
| Dra. Irma Elizabeth Palencia Orellana | Magistrada Vocal II   | 2020-2026 |
| Dra. Blanca Odilia Alfaro Guerra      | Magistrada Vocal III  | 2020-2026 |
| Ms. Gabriel Vladimir Aguilera Bolaños | Magistrado Presidente | 2020-2026 |
| Ms. Mynor Custodio Franco Flores      | Magistrado Vocal V    | 2020-2026 |
| Dr. Ranulfo Rafael Rojas Cetina       | Magistrado Vocal I    | 2020-2026 |
| Lic. Marco Antonio Cornejo Marroquín  | Magistrado Suplente   | 2020-2026 |
| Lic. Marlon Josué Barahona Catalán    | Magistrado Suplente   | 2020-2026 |
| Lic. Álvaro Ricardo Cordón Paredes    | Magistrado Suplente   | 2020-2026 |
| Lic. Noé Adalberto Ventura Loyo       | Magistrado Suplente   | 2024-2026 |
| Dr. Pablo Adolfo Leal Oliva           | Magistrado Suplente   | 2024-2026 |

### Calidades
Los miembros del Tribunal Supremo Electoral deben tener las mismas calidades que corresponden a los Magistrados de la Corte Suprema de Justicia; gozarán de las mismas inmunidades y prerrogativas que aquellos y estarán sujetos a iguales responsabilidades. Podrán ser reelectos. Los miembros propietarios del Tribunal Supremo Electoral no podrán ejercer su profesión, prohibición que no afecta a los miembros suplentes, salvo asuntos referentes a materia electoral. Ellos no podrán ser asesores de ninguna institución.

### Ausencia y Vacante
En el caso de ausencia temporal o definitiva de los Magistrados Propietarios, se llamará a los Magistrados Suplentes en el orden en que fueron designados. Si la ausencia fuere definitiva, el Magistrado Suplente llamado terminará como propietario el período, asumiendo la última vocalía hasta terminar como propietario el período correspondiente. El Congreso de la República elegirá de la nómina que en su oportunidad le fue propuesta, al nuevo suplente.
Cuando por cualquier causa no existiere la lista que debe elaborar la Comisión de Postulación o ésta se hubiere agotado y no hubiere magistrados suplentes para llamar a integrarlo, se procederá conforme a lo que establecen los artículos 139 y 141 de la presente ley; pero en este caso, la Comisión de Postulación deberá quedar instalada dentro del plazo de quince días siguientes a aquel en que el Congreso de la República de Guatemala la convoque. Dentro de los quince días de estar instalada la Comisión de Postulación, ésta deberá elaborar la nómina de candidatos para Magistrados Suplentes, y los electos fungirán hasta culminar el período para el que hubieren sido electos los Magistrados del Tribunal Supremo Electoral originalmente.

### Funciones
Al Tribunal Supremo Electoral le competen las siguientes atribuciones y obligaciones:
a) Velar por el fiel cumplimiento de la Constitución, Leyes y Disposiciones que garanticen el derecho de organización y participación política de los ciudadanos;
b) Integrar la institución encargada de emitir el documento único de identificación personal;
c) Convocar y organizar los procesos electorales; declarar el resultado y la validez de las elecciones o, en su caso, la nulidad parcial o total de las mismas y adjudicar los cargos de elección popular, notificando a los ciudadanos la declaración de su elección;
d) Resolver, en definitiva, acerca de las actuaciones del Registro de Ciudadanos elevadas a su conocimiento, en virtud de recurso o de consulta;
e) Cumplir y hacer que se cumplan las disposiciones legales sobre organizaciones políticas y procesos electorales, así como dictar las disposiciones destinadas a hacer efectivas tales normas;
f) Resolver en virtud de recurso acerca de la inscripción, sanciones, suspensión y cancelación de organizaciones políticas;
g) Resolver, en definitiva, todo lo relativo a coaliciones o fusiones de partidos políticos y comités cívicos electorales;
j) Investigar y resolver sobre cualquier asunto de su competencia, que conozca de oficio o en virtud de denuncia;
k) Poner en conocimiento de las autoridades competentes, los hechos constitutivos de delito o falta de que tuviere conocimiento, en materia de su competencia;
l) Requerir la asistencia de la fuerza pública para garantizar el desarrollo normal de los procesos electorales, la cual deberá prestarse en forma inmediata y adecuada;
m) Resolver las peticiones y consultas que sometan a su consideración los ciudadanos u organizaciones políticas, relacionadas con los asuntos de su competencia;
n) Resolver los recursos que deba conocer de conformidad con la ley;
ñ) Examinar y calificar la documentación electoral;
o) Nombrar, remover y sancionar a los funcionarios y al personal a su cargo;
p) Dictar su reglamento interno y el de los demás órganos electorales;
q) Elaborar y ejecutar su presupuesto anual y cumplir con lo que para el efecto establece la Constitución Política de la República;
r) Compilar y publicar la jurisprudencia en materia electoral;
s) Publicar la memoria del proceso electoral y sus resultados dentro de los seis meses después que el proceso electoral haya concluido;
t) Aplicar de conformidad con la Ley del Organismo Judicial, las disposiciones legales referentes a la materia electoral y a la inscripción y funcionamiento de organizaciones políticas;
u) Diseñar y ejecutar programas de formación y capacitación cívico electoral; y,
v) Resolver en definitiva todos los casos de su competencia que no estén regulados por la presente ley.
w) “Acordar la imposición de las sanciones reguladas en esta Ley; y,
x) Acordar la cancelación del registro de la organización política por realización anticipada de propaganda electoral. Asimismo, ordenar la cancelación de registro de las personas jurídicas, fundaciones, asociaciones u otras entidades sin fines político partidistas, que realicen propaganda electoral en cualquier época a favor de algún ciudadano u organización política.”

## Presidente del Tribunal Supremo Electoral
El Presidente del Tribunal Supremo Electoral es el funcionario de más alta jerarquía en dicha institución y actuará conforme las atribuciones que le delegue la Ley Electoral y de Partidos Políticos.

### Elección
El Tribunal Supremo Electoral, elige a su Presidente y establece el orden que corresponda a los Magistrados Vocales, en la primera sesión que celebre después de su elección.

### Ausencia y Vacante
En el caso de ausencia temporal o definitiva del Presidente, es sustituido, en su orden, por los respectivos Magistrados Vocales.

### Funciones
Las atribuciones del Presidente del Tribunal Supremo Electoral son:
a) Fijar el orden en que deban tratarse los asuntos sujetos al conocimiento del tribunal.
b) Dirigir las sesiones del tribunal.
c) Ejercer las funciones de jefe administrativo del tribunal, de sus dependencias y de los órganos electorales; y,
d) Ejercer la representación legal del tribunal, la cual podrá delegar, con aprobación del pleno, para asuntos específicos en otro de los Magistrados Propietarios.

## Organización

### Secretario General
El Tribunal Supremo Electoral tiene un Secretario General, quien debe reunir las mismas calidades que se requieren para ser Magistrado de la Corte de Apelaciones y tendrá iguales prerrogativas, inmunidades y prohibiciones.

#### Funciones
Las funciones del Secretario General son las siguientes:
a) Ser el encargado administrativo de las oficinas del Tribunal Supremo Electoral.
b) Asistir a las sesiones del Tribunal Supremo Electoral.
c) Elaborar las resoluciones y acuerdos que le correspondan, así como velar porque se practiquen las notificaciones pertinentes.
d) Formular las minutas respectivas, redactar y firmar las actas correspondientes.
e) Ser el responsable de la organización y manejo del archivo del tribunal.
f) Extender las credenciales que correspondan.
g) Formular y ordenar las publicaciones que ordene la ley.
h) Ser el responsable de los sellos de seguridad; e,
i) Ser responsable de la ejecución y cumplimiento de las funciones que le sean asignadas por el Tribunal Supremo Electoral.

### Inspector general
Es la persona encargada de llevar a cabo las investigaciones designadas por el Tribunal Supremo Electoral, tendrá las mismas calidad que el secretario general.

#### Funciones
Son funciones del inspector general las siguientes:
a) Vigilar el estricto cumplimiento de la presente ley, de sus disposiciones reglamentarias y cualesquiera otras que se dicten en materia político electoral.
b) Vigilar el funcionamiento de las organizaciones políticas y desarrollo de la propaganda electoral.
c) Vigilar y supervisar el buen funcionamiento de las dependencias y oficinas del Tribunal Supremo Electoral.
d) Con conocimiento del Tribunal Supremo Electoral, investigar de oficio, o a instancia de parte, los hechos que constituyan transgresiones a la ley, a los reglamentos y a las disposiciones de carácter electoral. En caso de urgencia actuará de oficio, con informe al Tribunal Supremo Electoral.
e) Elevar al conocimiento de quien corresponda, las cuestiones que le sometan los ciudadanos o las organizaciones políticas y resolver aquellas que son de su competencia.
f) Denunciar ante las autoridades competentes los hechos que constituyan delitos o faltas electorales; y,
g) Las demás atribuciones que le fije el Tribunal Supremo Electoral.

### Auditor Electoral

#### Calidades
El Auditor deber reunir las calidades siguientes:
a) Ser guatemalteco;
b) Ser ciudadano en el ejercicio de sus derechos; y
c) Ser Contador y Auditor Público, colegiado activo.

#### Funciones
Las funciones del Auditor Electoral, son las siguientes:
a) Verificar las actividades, materiales, elementos y operaciones de los órganos electorales dentro del proceso electoral, de conformidad con el reglamento respectivo, a fin de garantizar la pureza del mismo.
b) Comprobar que la papelería y demás elementos, destinados a elecciones, satisfagan los requisitos de ley.
c) Realizar auditorías constantes para establecer todo lo relativo a materiales, documentos, equipos e instrumentos de seguridad de los órganos electorales.
d) Elaborar, de conformidad con la ley, las actas correspondientes cuando ocurra destrucción de materiales.
e) Informar trimestralmente al Tribunal Supremo Electoral de las actividades desarrolladas y rendir los informes que el tribunal le ordene.
f) Informar por la vía más rápida al Tribunal Supremo Electoral, con copia al inspector general, de cualquier anomalía que observe en el desarrollo del proceso electoral.
g) Fiscalizar las operaciones financieras y contables del Tribunal Supremo Electoral y sus dependencias, así como realizar auditorías ordinarias y extraordinarias de lo concerniente al financiamiento de las organizaciones políticas; y,
h) Rendir los informes pertinentes para los efectos de ley, a la Contraloría General de Cuentas y al Ministerio Público.

### Dependencias Administrativas
- Departamento de Contabilidad.

### Órganos Electorales
1. El Registro de Ciudadanos;
2. Las Juntas Electorales Departamentales;
3. Las Juntas Electorales Municipales;
4. Las Juntas Receptoras de Votos.

## Presupuesto
Corresponde al Tribunal Supremo Electoral una asignación no menor del medio por ciento (0.5%) del Presupuesto General de Ingresos Ordinarios del Estado para cubrir sus gastos de su funcionamiento y de los procesos electorales. El año en que se celebren procesos electorales o procedimientos consultivos, la asignación indicada se aumentará en la cantidad que sea necesaria para satisfacer los egresos inherentes al proceso de elecciones, conforme la estimación que apruebe y justifique previamente el Tribunal Supremo Electoral.
La cantidad descrita en el párrafo anterior deberá ser incorporada al Presupuesto General de Ingresos del Estado y entregada al Tribunal un mes antes de la convocatoria de dichos procesos electorales o procedimiento consultivo. Si transcurrido el plazo, el Tribunal Supremo Electoral no contara con dichos fondos, deberá tomar las medidas de emergencia necesarias para que el proceso electoral respectivo se lleve a cabo, tales como contratar préstamos con los Bancos del sistema con garantía de futuras asignaciones presupuestales, o bien ayudas directas del exterior que no comprometan las finanzas del Estado, ni la independencia y funcionalidad del Tribunal.

## Eventos electorales organizados
Desde que fue creado el Tribunal Supremo Electoral, ha organizado los siguientes eventos:
- Elecciones a Asamblea Nacional Constituyente de Guatemala de 1984
- Elecciones generales de Guatemala de 1985
- Elecciones municipales de Guatemala de 1988
- Elecciones generales de Guatemala de 1990
- Elecciones municipales de Guatemala de 1993
- Referéndum constitucional de Guatemala de 1994
- Elecciones legislativas de Guatemala de 1994
- Elecciones generales de Guatemala de 1995
- Elecciones municipales de Guatemala de 1998
- Referéndum constitucional de Guatemala de 1999
- Elecciones generales de Guatemala de 1999
- Elecciones generales de Guatemala de 2003
- Elecciones generales de Guatemala de 2007
- Elecciones generales de Guatemala de 2011
- Elecciones generales de Guatemala de 2015
- Consulta popular de Guatemala de 2018
- Elección presidencial de Guatemala de 2019
- Elecciones municipales de Guatemala de 2019
- Elecciones al Parlacen de Guatemala de 2019
- Elecciones legislativas de Guatemala de 2019
- Elecciones presidenciales de Guatemala de 2023
- Elecciones municipales de Guatemala de 2023
- Elecciones al Parlacen de Guatemala de 2023
- Elecciones legislativas de Guatemala de 2023

### Memorias Electorales
Después de cada elección el TSE pública de forma impresa y digital el compendio sobre toda la organización, propuesta de candidatos y resultados que cada organización ha obtenido, siendo esta la Memoria Electoral.

## Condecoraciones
La máxima distinción honorífica que otorga el Gobierno de Guatemala, la Orden del Quetzal, ha sido recibida por el Tribunal Supremo Electoral y sus autoridades en dos ocasiones. La primera, el 13 de agosto de 1984, según Acuerdo Gubernativo 704-84 de la misma fecha, impuesta al licenciado Arturo Herbruger Asturias en grado de Gran Cruz, en su calidad de presidente del Tribunal Supremo Electoral; los licenciados Gonzalo Menéndez de la Riva, Manuel Ruano Mejía, Julio César Ordóñez y John Robert Schwank, magistrados del TSE, recibieron esta condecoración en el grado de Gran Oficial.  
El 27 de junio de 2013 fue recibida la Orden del Quetzal en el grado de Gran Cruz en reconocimiento a la labor de la Institución.